# 4570 Runcorn
A 4570 Runcorn (ideiglenes jelöléssel 1985 PR) a Naprendszer kisbolygóövében található aszteroida. Edward L. G. Bowell fedezte fel 1985. augusztus 14-én.